# Martin-Luther-Kirche (Rheindahlen)

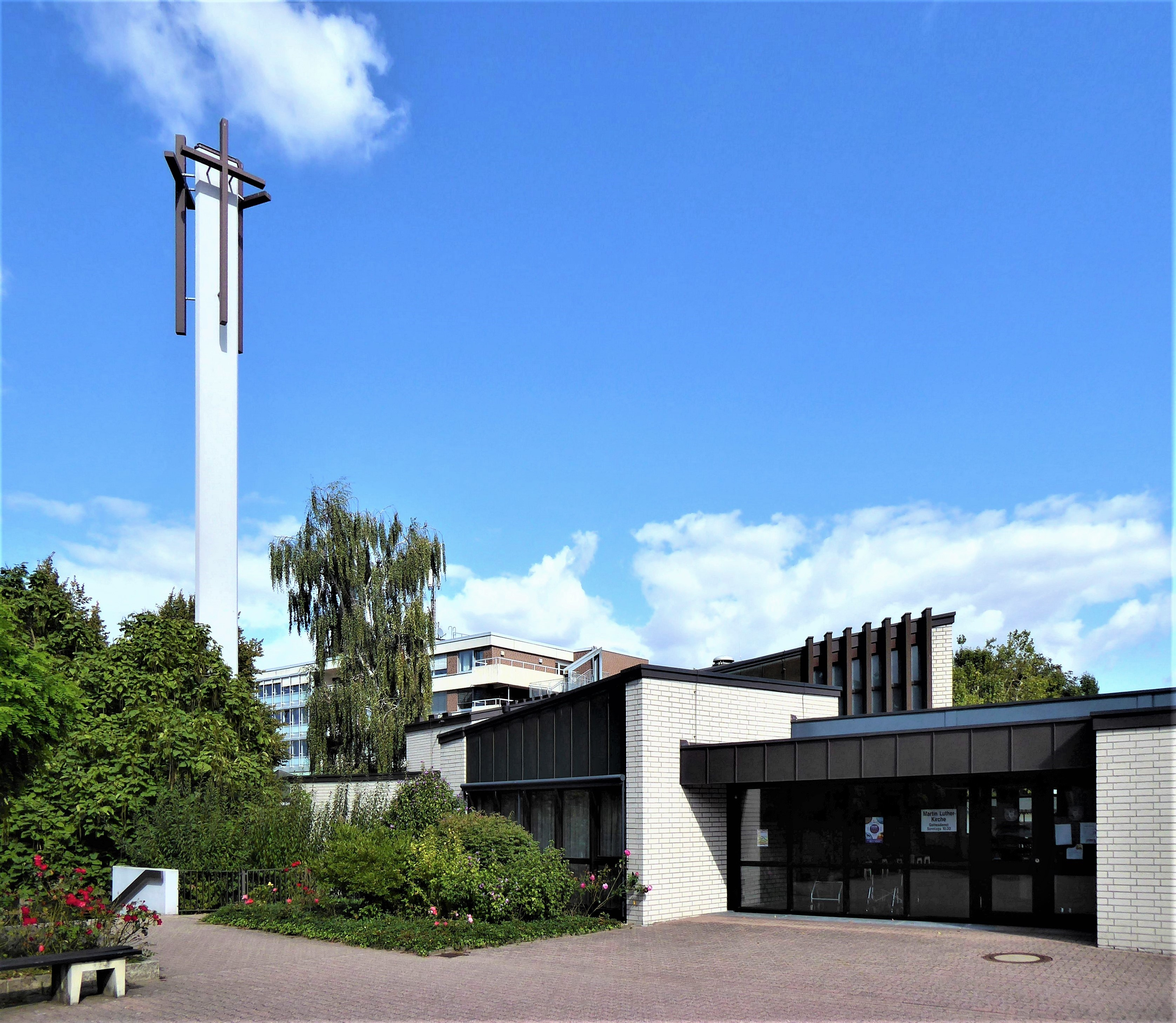
Die Martin-Luther-Kirche

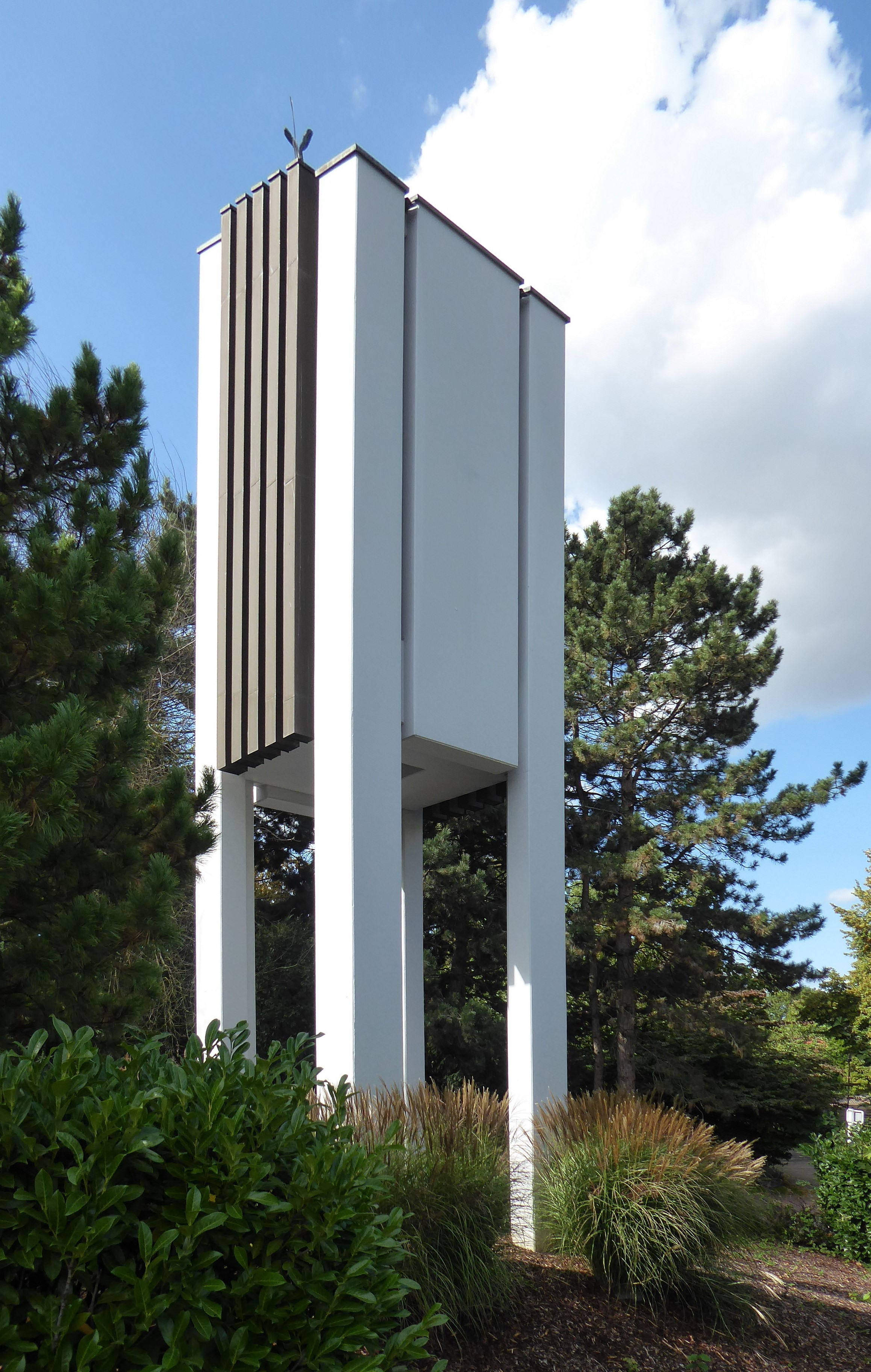
Der Glockenturm

Die Martin-Luther-Kirche  ist ein Kirchengebäude in Rheindahlen, einem Ortsteil von Mönchengladbach in Nordrhein-Westfalen. Sie gehört zum Kirchenkreis Gladbach-Neuss der evangelischen Kirche im Rheinland.

## Geschichte
Im 18. und 19. Jahrhundert waren nur wenige evangelische Familien in Rheindahlen wohnhaft. In den 1870er Jahren zogen aufgrund der Industrialisierung wieder Reformierte in den Ort, die sich bis zum Jahr 1908 zur Evangelischen Gemeinde Wickrathberg hielten, dann aber in die evangelische Gemeinde Rheydt umgepfarrt wurden, zu der sie bis zum 31. Dezember 1969 gehörten. Am 1. Januar 1970 wurde die Evangelische Kirchengemeinde Mönchengladbach – Rheindahlen selbstständig. Das ehemalige Gemeindezentrum mit einem kleinen Gemeindesaal befand sich von 1951 an in einem Haus an der Max-Reger-Straße in Rheindahlen. Das Bethaus befand sich zu dieser Zeit im Haus Mennrather Straße 25 und bereits Anfang der 1970er gab es Pläne für den Neubau eines Gemeindezentrums. Der Bau der Martin-Luther-Kirche mit einem angeschlossenen neuen evangelischen Gemeindezentrum wurde am 15. März 1982 begonnen; die Einweihung des Gemeindezentrums der Martin-Luther-Kirchengemeinde erfolgte am 6. November 1983 – zum 500. Geburtstag Martin Luthers. Seit dem 1. Januar 1992 nennt sich die Gemeinde mit landeskirchlicher Genehmigung offiziell „Evangelische Martin-Luther-Kirchengemeinde Mönchengladbach – Rheindahlen“. Am 6. Oktober 1985 erfolgte die Einweihung des Kreuzträgers auf einem Platz vor der Kirche. Der Träger ist eine 24 m hohe Betonsäule mit drei je 5,50 m hohen Edelstahlkreuzen. Die am 25. März 1990 eingeweihten Glocken „Glaube“, „Liebe“ und „Hoffnung“ wurden am 15. September 1989 bei der Glockengießerei Rincker im hessischen Sinn fertiggestellt und läuten in einem neben dem Gemeindehaus gebauten Campanile.

## Orgel
Am 16. Juni 1996 fand die Weihe der der in der Berliner Werkstatt Schuke gebauten Orgel statt.
Disposition der Schuke-Orgel:
| I Hauptwerk C–g3 |            |       |
| 1.               | Principal  | 8′    |
| 2.               | Rohrflöte  | 8′    |
| 3.               | Oktave     | 4′    |
| 4.               | Spitzflöte | 4′    |
| 5.               | Quinte     | 2 ⁄3′ |
| 6.               | Oktave     | 2′    |
| 7.               | Mixtur III |       |

| II Unterwerk (schwellbar) C–g3 |           |       |
| 08.                            | Gedackt   | 8′    |
| 09.                            | Flöte     | 4′    |
| 10.                            | Principal | 2′    |
| 11.                            | Quinte    | 1 ⁄3′ |
| 12.                            | Krummhorn | 8′    |
|                                | Tremulant |       |

| Pedalwerk C–f1 |          |     |
| 13.            | Subbaß   | 16′ |
| 14.            | Baßflöte | 8′  |

- Koppeln: II/I, I/P, II/P